# Parafia Podwyższenia Krzyża Świętego w Gródku
Parafia Podwyższenia Krzyża Świętego w Gródku − parafia rzymskokatolicka znajdująca się w archidiecezji lwowskiej w dekanacie Gródek.